# Бритиш Саут Африка Компани
«Брита́нская Ю́жно-Африка́нская Компа́ния» («bsac», англ. British South Africa Company (BSAC)) — английская торговая компания. Основана в 1889 году Сесилем Родсом, Альфредом Бейтом и герцогом Аберкорном.
Сформировав собственную армию, компания аннексировала территории на африканском континенте, на которых в настоящее время расположены Зимбабве и Замбия.
В 1923 году Британское правительство предоставило землям, захваченным компанией, статус «полусамоуправления», то есть фактически сформировало 2 контролируемых короной государства: Южную Родезию (Зимбабве) и Северную Родезию (Замбия). Тем не менее, компания сохранила за собой контроль над минеральными ресурсами, железными дорогами и сельским хозяйством обеих Родезий.
В 1964 году «БСАК» объединилась с несколькими другими британскими компаниями в компанию Charter International и прекратила самостоятельное существование. В 2012 году Charter International была куплена американской компанией Colfax Corporation.